# Фізика cGh

Діаграма, що показує місце квантової гравітації в майже кубічній ієрархії фізичних теорій. Зауважте, що електромагнетизм і квантова теорія поля у викривленому просторі-часі додаються як додаткові та окремі елементи.

Фізика cGh відноситься до історичних спроб у фізиці об'єднати теорію відносності, гравітації та квантової механіки, зокрема, слідуючи ідеям Матвія Петровича Бронштейна та Георгія Гамова.  Літери є стандартними символами для швидкості світла (c), гравітаційної постійної (G) і постійної Планка (h).
Якщо розглядати ці три універсальні константи як основу для тривимірної системи координат і уявляти собі куб, то ця педагогічна конструкція забезпечує структуру, яку називають кубом cGh, або кубом фізики, або кубом теоретичної фізики (CTP).  Цей куб можна використовувати для організації основних предметів фізики, займаючи кожен із восьми кутів. Вісім кутів фізичного куба cGh:
- Класична механіка (_, _, _)
- Спеціальна теорія відносності (c, _, _),
- гравітація (_, G, _),
- квантова механіка (_, _, h)
- Загальна теорія відносності (c, G, _),
- квантова теорія поля (c, _, h),
- нерелятивістська квантова теорія з гравітацією (_, G, h)
- Теорія всього, або релятивістська квантова гравітація (c, G, h)

Інші теми фізики cGh включають випромінювання Гокінга та термодинаміку чорної діри.